# Округ Шелби (Тенеси)
Округ Шелби (енгл. Shelby County) је округ у америчкој савезној држави Тенеси.

## Демографија
По попису из 2010. године број становника је 927.644, што је 30.172 (3,4%) становника више него 2000. године.
| Група             | 2000.           | 2010.           |
| Белци             | 414.888 (46,2%) | 359.106 (38,7%) |
| Афроамериканци    | 435.824 (48,6%) | 483.381 (52,1%) |
| Азијати           | 14.694 (1,6%)   | 21.391 (2,3%)   |
| Хиспаноамериканци | 23.364 (2,6%)   | 52.092 (5,6%)   |
| Укупно            | 897.472         | 927.644         |